# オールスター激突クイズ 当たってくだけろ!
『オールスター激突クイズ当たってくだけろ!』（オールスターげきとつクイズあたってくだけろ）は、1990年から1993年までTBS系列で放送されていたクイズ特番である。

## 概要
司会者や解答者の人選、ルールや問題の奇抜さなど従来のクイズ番組の定義を覆した。レギュラー化も視野も入れていたが、果たされることはなかった。
後々にバラエティ番組で行われる有名人とクイズ王の対決はこの番組から確立された。

## 基本データ
放送日
- 1990年1月2日・1990年4月6日・1990年10月12日・1991年1月3日・1991年4月5日・1991年10月4日・ 1992年1月2日・1992年4月3日・1993年1月2日（全9回）

司会
- 高田純次+女性司会者+進行・問題解説者。

出題ナレーション
- 山本百合子

## 出演したクイズ王
全ての回に皆勤出演
西村顕治
1965年2月11日生まれ。血液型A型。奈良県出身の神奈川県育ち。日本経済新聞社記者。
1990年にTBSテレビの『ギミア・ぶれいく』・「史上最強のクイズ王決定戦」で優勝して以降、知名度も上がる。
第8回以外に出演
道蔦岳史
1962年3月10日生まれ。血液型AB型。神奈川県横浜市出身。東京学芸大学卒。
学生時代から数多くのクイズ番組で優勝を重ねる。1989年に『ギミア・ぶれいく』・「史上最強のクイズ王決定戦」でクイズ作家として本格的にデビュー。以降、クイズ番組のスタッフに名を連ねる他、クイズゲームソフト等の制作にも関わる。日本放送作家協会、日本脚本家連盟に所属。第8回では問題制作側に回った。
以下本人の項を参照のこと。
石野まゆみ
1965年7月3日生まれ。血液型O型。東京都江戸川区出身。中央大学卒業。銀行員。
子供の頃から幾多のクイズ番組に出場しているクイズ女王。ホノルルクラブ所属。
第8回のみ出演
能勢一幸
1969年1月1日生まれ。血液型O型。埼玉県越谷市出身。公務員。
第15回（1991年）『アメリカ横断ウルトラクイズ』（日本テレビ）の優勝したのを皮切りに、「クイズ王」としてテレビ出演多数。これが招待試合デビューとなった。
番組内の紹介VTRは『第5回史上最強のクイズ王』の「準決勝・7◯3☓ 早押しクイズ」が公開された。
馬場洋子
1955年3月5日生まれ。血液型O型。北海道出身の京都育ち。現在兵庫県神戸市在住。
『アップダウンクイズ』他TVクイズ5勝。『ギミア・ぶれいく・史上最強のクイズ王決定戦』（第4回大会）「30問先取3択クイズ」で、石坂浩二とサドンデスの末、敗退した経験あり。
番組内の紹介VTRは『クイズタイムショック』（テレビ朝日）の「5週勝ち抜き・100万円獲得シーン」が公開された。

## 番組上の構成
回によって多少の変更はあるが、芸能人が3名1組に分かれチームを組みトーナメント形式で戦う。最後まで勝ち残った代表チーム1組は、最高100万円の賞金を賭けたクイズ王との対戦の権利が与えられる。

### オープニング
- 森功至のナレーションに合わせて、ゲスト挑戦者のオープニングロールを紹介(第4回まで)。
- クイズ王によるエキシビジョンを公開。

### 予選
- チーム対抗だが、直接戦うのではなく、「3名のクイズ王を相手に、10問中何問正解できるか」を競う。出題形式は、全て読み上げの早押しクイズ。
- 出題10問のうち5問は出場者に因んだ問題を出題した。
- ポイント出来るのは「正解した問題」と「クイズ王が不正解した問題」（通称「オコボレ」）のみ。
- スルーが発生した場合は、もう1問出題される。
- ブロック内にいるチームの中で、最多ポイントのチームが準決勝進出。
- ブロック内で同点の場合は、1◯1☓の早押しクイズを行う。
- 毎回、出場芸能人のプロフィールが紹介されていたが、ダウンタウン・松本人志のプロフィールは「資格・ロケットパンチ2級」「小学校の思い出・親父の死」（なぜか高校の思い出も「親父の死」）というものだった。また、島田紳助は少年時代のやんちゃな経歴を紹介された後「テレビに出すなら、先に言って」とぼやいていた。次の出場時には「本名・島田紳助」（実際の本名は長谷川公彦）と表記されていた。
- 途中新設であるが、後ろで待機している他チームも、全員参加の早押し機が設けられた。以下の通り。
また、ブロック内の同点決勝で全員参加の早押しクイズが行われた。

| 回 |     | クイズ名       | 賞金                                               | 備考                          |
| 3  | Q5  | チャンスクイズ | 横取り1ポイント                                    | クイズ王も参加                |
| 3  | Q10 | チャンスクイズ | 横取り1ポイント+グアム・サイパン旅行               | クイズ王も参加 西村も獲得した |
| 4  | Q10 | チャンスクイズ | 横取り10万円+グアム・サイパン旅行                  | クイズ王も参加                |
| 5  | Q7  | ラッキークイズ | 賞金10万円獲得（挑戦チームが答えるとポイント獲得） | クイズ王は不参加              |
| 6  | Q7  | ラッキークイズ | 賞金10万円獲得（挑戦チームが答えるとポイント獲得） | クイズ王は不参加              |
| 7  | Q7  | ラッキークイズ | 賞金10万円獲得（挑戦チームが答えるとポイント獲得） | クイズ王は不参加              |
| 8  | Q7  | ラッキークイズ | 賞金10万円獲得（挑戦チームが答えるとポイント獲得） | クイズ王は不参加              |

- 賞金とは別に正解数に応じた賞品が各チームへ贈られる。正解数が1問から5問までは比較的簡素な賞品だが、6問正解以降はおそらくたどり着けないとの判断から極端に豪華な賞品が用意されていた。特に全問正解の賞品としては「クルーザー」「ヨドバシカメラの1年間フリーパス」、果ては「株式会社東京放送」そのもの（高田純次の裁量で日本テレビとフジテレビも副賞に）などのおよそ実現不可能なものまで設定されていた。
なお、第7回でGチームが実際に6問正解してしまった。この時の賞品は「カナディアン・ロッキー スキー御家族招待」だったのだが、Gチームに参加していたひとりである山城新伍の話によると、放送終了後スタッフに「6問以上の賞品は用意してません」と言われ、旅行かばんだけ渡されたという。

### 準決勝
- パーソナル早押し問題などで、予選を勝ち上がったチーム同士の直接対決。準決勝となっているが、ここでゲスト解答者代表となる1チームを決定。
- 準決勝終了後、決勝でクイズ王と戦うに先立って、これまでの敗者の中から2名を指名、指名した人を補強メンバーとしてチームに加えて、決勝は5対3で挑む。

### 決勝・ミリオンステージ
- ゲスト挑戦者代表チームとクイズ王による、5対3の早押しクイズ。
- 芸能人代表チームには、予め100万円が渡される
- 16のジャンルが用意されており、芸能人チームが好きなジャンルを指定できる。

| ジャンル (1)  | ジャンル (2)  | ジャンル (3)  | ジャンル (4)  |
| ジャンル (5)  | チャンス (1)  | ジャンル (6)  | ジャンル (7)  |
| ジャンル (8)  | ジャンル (9)  | チャンス (2)  | ジャンル (10) |
| ジャンル (11) | ジャンル (12) | ジャンル (13) | ジャンル (14) |

- 14枚のジャンルの代わりに2枚ある「チャンス」(第1回大会のみ「お年玉」)を選択した場合は、クイズ王に解答権のない一問多答クイズが出題される(その代わり、若干問題が難しい)。勿論、間違えたらペナルティーが課せられる。
- 9問目までの賞罰は以下の通り。

| 回 | 机上                       | 正解・クイズ王誤答 | 誤答・クイズ王正解 | 100万円獲得方法 (第9回・300万円獲得方法)                |
| 1  | 高田純次肖像画の10万円紙幣 | 現状維持           | 10万円没収         | 9問目まで5問正解し、 後述するラストチャンスを正解する。 |
| 2  | 高田純次肖像画の10万円紙幣 | 現状維持           | 10万円没収         | 同上                                                    |
| 3  | ゴールドプレート・レプリカ | 現状維持           | 10万円没収         | 同上                                                    |
| 4  | 金の御祝儀袋               | 第4回で後述        | 第4回で後述        | 第4回で後述                                             |
| 5  | 金の御祝儀袋               | 10万円獲得         | 現状維持           | 9問目まで4問正解し、 後述するラストチャンスを正解する。 |
| 6  | 金の御祝儀袋               | 10万円獲得         | 現状維持           | 同上                                                    |
| 7  | 金の御祝儀袋               | 10万円獲得         | 現状維持           | 同上                                                    |
| 8  | 金の御祝儀袋               | 10万円獲得         | 現状維持           | 同上                                                    |
| 9  | 金の卵(きんまご)           | 20万円獲得         | 現状維持           | 14問目まで7問正解し、 後述するラストチャンスを正解する  |

- ラストチャンスとなる最終問題は、現在手元に残っている賞金を全て賭ける代わりに、正解（クイズ王不正解）ならば、迫力のあるファンファーレが鳴って倍増。逆に不正解（クイズ王正解）は0円終了という、正に「当たってくだけろ」なルールで挑む事も可能（挑むか否かは任意）。
  - 高田のアドリブで、正解で100万円・不正解で0円になった回もある。

## 全大会記録

### パイロット版（1989年7月28日放送）
- 女性司会者&番組進行・大島智子

#### 内容
- 1989年4月に開始した『週刊ワニてれび』（金曜17:00 - 18:00）で放送された。
- 全4チーム男性2+女性1の構成。
- 放送時間が60分の為、最多ポイントを挙げた1チームが、ストレートで決勝進出というルール。

### 第1回（1990年1月2日放送）
- 放送時間：火曜21:00 - 22:54（JST）
- 女性司会者・池上季実子 番組進行・大島智子
- 男性2+女性1(Fチーム男性3以外)の構成。

#### 予選
門松ブロック(A-D)・寿ブロック(E-H)   

#### 準決勝
- 双方のチームが補強メンバーを2名追加した上で、5対5の早押しクイズで直接対決。
- 予選で敗退した6チームのメンバーにまつわるパーソナル（読み上げ）問題を出題。正解・不正解の判定も、出題対象者が判定する。
- 3問先取で決勝進出。

#### 決勝
| 上方 芸能 | 地理     | 演劇            | 福沢 諭吉 |
| ピアノ    | お年玉 ① | 世界史          | 宇宙      |
| ジャズ    | 政治     | お年玉 ②        | テニス    |
| 釣り      | 乗馬     | フォーク ソング | 美術      |

結果：『お年玉②（一問多答）』
   
Q．初夢で縁起がいいのは「一富士二鷹三茄子」。ところで富士五湖を全部挙げて下さい。
   
結果：○「本栖湖・山中湖・西湖・河口湖・精進湖」
と一人ずつ答えていたが、100万円獲得の特権を断ってしまった為、80万円止まりになってしまった。   
　   
| ブロック | チーム | ゲスト挑戦者                   | 予選結果    | 準決勝メンバー                                    | 準決勝 | 決勝                                                            |
| -------- | ------ | ------------------------------ | ----------- | ------------------------------------------------- | ------ | --------------------------------------------------------------- |
| 門松     | A■     | 筑紫哲也 榊原郁恵 武田鉄矢     | 2           | C■ 笑福亭鶴瓶 今井美樹 石田純一 筑紫哲也 西田敏行 | 3      | C■ 笑福亭鶴瓶 今井美樹 石田純一 筑紫哲也 西田敏行 800,000円獲得 |
| 門松     | B■     | 松本人志 藤田朋子 浜田雅功     | 0           | C■ 笑福亭鶴瓶 今井美樹 石田純一 筑紫哲也 西田敏行 | 3      | C■ 笑福亭鶴瓶 今井美樹 石田純一 筑紫哲也 西田敏行 800,000円獲得 |
| 門松     | C■     | 笑福亭鶴瓶 今井美樹 石田純一   | 4           | C■ 笑福亭鶴瓶 今井美樹 石田純一 筑紫哲也 西田敏行 | 3      | C■ 笑福亭鶴瓶 今井美樹 石田純一 筑紫哲也 西田敏行 800,000円獲得 |
| 門松     | D■     | 西田敏行 マルシア 生島ヒロシ   | 1           | C■ 笑福亭鶴瓶 今井美樹 石田純一 筑紫哲也 西田敏行 | 3      | C■ 笑福亭鶴瓶 今井美樹 石田純一 筑紫哲也 西田敏行 800,000円獲得 |
| 寿       | E■     | 舛添要一 清原和博 野々村真     | 3(舛添－)   | F■ 掛布雅之 小泉今日子 島田紳助 小西克哉 三宅裕司 | 1      | C■ 笑福亭鶴瓶 今井美樹 石田純一 筑紫哲也 西田敏行 800,000円獲得 |
| 寿       | F■     | 掛布雅之 小泉今日子 島田紳助   | 3(紳助○)    | F■ 掛布雅之 小泉今日子 島田紳助 小西克哉 三宅裕司 | 1      | C■ 笑福亭鶴瓶 今井美樹 石田純一 筑紫哲也 西田敏行 800,000円獲得 |
| 寿       | G■     | 小西克哉 田中美奈子 なぎら健壱 | 3(なぎら－) | F■ 掛布雅之 小泉今日子 島田紳助 小西克哉 三宅裕司 | 1      | C■ 笑福亭鶴瓶 今井美樹 石田純一 筑紫哲也 西田敏行 800,000円獲得 |
| 寿       | H■     | 細川隆一郎 西田ひかる 三宅裕司 | 2           | F■ 掛布雅之 小泉今日子 島田紳助 小西克哉 三宅裕司 | 1      | C■ 笑福亭鶴瓶 今井美樹 石田純一 筑紫哲也 西田敏行 800,000円獲得 |

※グレーに配色されている所は、敗退チーム。またスコアの右のカッコは同点決勝に参加した解答者。以下同様。

### 第2回（1990年4月6日放送）
- 放送時間：金曜19:00 - 20:54（JST。初のゴールデンタイム放送）
- 女性司会者・榊原郁恵 番組進行・大島智子
- 全8チーム男性2+女性1の構成。

#### 予選
第1ブロック(A-B)・第2ブロック(C-D)・第3ブロック(E-F)・第4ブロック(G-H)   

#### 準決勝
- 前回同様、予選敗退チーム（の参加者）から出題されるパーソナル早押し問題で直接対決。
- 3問先取で決勝進出。

#### 決勝
| 文部省      | 四月      | プロ レス | 地理                 |
| 数学        | チャンス① | 志村けん  | ﾌｨｰﾙﾄﾞ・ｵﾌﾞ ・ﾄﾞﾘｰﾑｽ |
| 平成 名物TV | 車        | ゴルフ    | うわさ               |
| チャンス ②  | 大島渚    | 世界史    | 政治                 |

- 最終問題：『地理』

Q.1/25000の地図で10kmは何/cmで表されているでしょう?   
この最終問題は、松尾が解答権を得るものの、「4mm」と答え自体は正解なのに単位を間違えてしまい、獲得賞金40万円は全額没収。

| ブロック | チーム | ゲスト挑戦者                         | 予選結果 | 準決勝 | 決勝                                                        |
| -------- | ------ | ------------------------------------ | -------- | ------ | ----------------------------------------------------------- |
| 1ST      | A■     | 所ジョージ 西田ひかる(2) 野々村真(2) | 4        | 2      | E■ 古舘伊知郎 加賀まりこ 松尾貴史 所ジョージ 田代まさし 0円 |
| 1ST      | B■     | 栗本慎一郎 渡辺えり子 柳沢慎吾       | 3        | 2      | E■ 古舘伊知郎 加賀まりこ 松尾貴史 所ジョージ 田代まさし 0円 |
| 2ND      | C■     | 田代まさし ゆうゆ 北尾光司           | 4        | 0      | E■ 古舘伊知郎 加賀まりこ 松尾貴史 所ジョージ 田代まさし 0円 |
| 2ND      | D■     | 松本人志(2) 久和ひとみ 浜田雅功(2)   | 2        | 0      | E■ 古舘伊知郎 加賀まりこ 松尾貴史 所ジョージ 田代まさし 0円 |
| 3RD      | E■     | 古舘伊知郎 加賀まりこ 松尾貴史       | 1(古舘○) | 3      | E■ 古舘伊知郎 加賀まりこ 松尾貴史 所ジョージ 田代まさし 0円 |
| 3RD      | F■     | 堺正章 森川由加里 植草克秀           | 1(堺－)  | 3      | E■ 古舘伊知郎 加賀まりこ 松尾貴史 所ジョージ 田代まさし 0円 |
| 4TH      | G■     | 上岡龍太郎 高樹沙耶 西川のりお       | 1        | 2      | E■ 古舘伊知郎 加賀まりこ 松尾貴史 所ジョージ 田代まさし 0円 |
| 4TH      | H■     | 武田鉄矢(2) 佐野量子 武豊            | 3        | 2      | E■ 古舘伊知郎 加賀まりこ 松尾貴史 所ジョージ 田代まさし 0円 |

※ダークグレーに配色された要因は、最終問題の誤答終了によるもの。以下同様。

### 第3回（1990年10月12日放送）
- 放送時間：金曜19:30 - 20:54（JST。『金曜テレビの星!』[以降『金テレ星』表記]の初回として放送）
- 女性司会者&番組進行・大島智子
- 男性2+女性1(Aチームのみ男性1+女性2)の構成。

#### 予選
- 放送時間が90分と短縮されている為、ブロックを設けずに6チームの中で最多ポイントを挙げた1チームが、ストレートで決勝進出というルール。

#### 決勝
| チャンス ①      | 化学       | ドラえもん | 地理     |
| テレホン カード | 新聞 記者  | バスケット | 林真理子 |
| 格闘技          | チャンス ② | ヒット     | 上方     |
| もの まね       | 一発屋     | アイドル   | 落語     |

- 最終問題：『林真理子』

最終問題：『林真理子』   
Q.林真理子さんの本の題名で「ルンルンを買って〜」といえば／「おうちに帰ろう」ですが、「花より結婚〜」と言えば、後に続く言葉は何でしょう?
   
結果は、山瀬が「おうちに帰ろう」(ANS.きびダンゴ)と、パラレル問題を引っかかり獲得賞金50万円は全額没収。
| 予選 | チーム | ゲスト挑戦者                 | 予選結果 | 決勝                                                  |
| ---- | ------ | ---------------------------- | -------- | ----------------------------------------------------- |
| 予選 | A■     | 山瀬まみ 伊東四朗 松居直美   | 2        | D■ 笑福亭鶴光 渡辺満里奈 関根勤 山瀬まみ 南原清隆 0円 |
| 予選 | B■     | 渡辺正行 仙道敦子 吉田栄作   | 1        | D■ 笑福亭鶴光 渡辺満里奈 関根勤 山瀬まみ 南原清隆 0円 |
| 予選 | C■     | 内村光良 宮崎ますみ 南原清隆 | 2        | D■ 笑福亭鶴光 渡辺満里奈 関根勤 山瀬まみ 南原清隆 0円 |
| 予選 | D■     | 笑福亭鶴光 渡辺満里奈 関根勤 | 5        | D■ 笑福亭鶴光 渡辺満里奈 関根勤 山瀬まみ 南原清隆 0円 |
| 予選 | E■     | 堺正章(2) 研ナオコ 早坂茂三  | 2        | D■ 笑福亭鶴光 渡辺満里奈 関根勤 山瀬まみ 南原清隆 0円 |
| 予選 | F■     | 大島渚 岡本夏生 吉村明宏     | 3        | D■ 笑福亭鶴光 渡辺満里奈 関根勤 山瀬まみ 南原清隆 0円 |

### 第4回（1991年1月3日放送）
- 放送時間：木曜21:00 - 22:54（JST）
- 女性司会者・池上季実子 番組進行・大島智子
- 男性2+女性1(C・Dチームのみ男性1+女性2)の構成。
- この大会のみ、優勝を争うルールで実施した。
- この回から、この番組の製作会社『THE WORKS』の同期に放送されていた特番「ビートたけしのお笑いウルトラクイズ」からの出演者・出場者が目立ち始めていた。

#### 予選
- クイズ王3人と早押しクイズで対戦するのは通常通りだが、ポイント数を競うのではなく、従来の大会の決勝で行われた100万円からの10万円減額方式で実施。最も多く賞金を死守出来た1チームが決勝進出。高田はセンターで仕切らなければならないため没収係をつけた。

#### 敗者復活戦
- 予選で勝利したチームの参加者から1人を前に出して、自身にまつわる○×問題が出題される。敗退した4チームは、○×で解答する。
- 5点先取で敗者復活。ボーナスとして10万円加算。

#### 決勝
- 『クイズグランプリ』形式で進行。「10萬・ノーマル問題」「20萬・指定されたチームのみ解答権がある多答」「30萬・ハード問題」「40萬(最終問題用にキープしていたため50萬になった)・賀正」と難易度に応じて金額が高くなる。
- クイズはC-D-Aの順番にジャンルを指定。
- 正解すればその問題の賞金を獲得。不正解の場合は賞金は減額。
- クイズ王が正解の場合は現状は維持する。逆に不正解ならば全チームに表示分加算される。
- 最終10問目「ラストチャンス」は、残っている7枚のジャンルから高額の問題が出題される。クイズ王に解答件はない。
- 獲得賞金の多い優勝チームは「オーストラリア」旅行を獲得出来た。

| チャンス ① 20萬        | 四天王 30萬         | ユーミン 10萬    | 旅行 10萬            |
| 懐かしの ヒーロー 10萬 | 村田兆治 10萬       | 賀正 50萬        | 伝染るん です。 10萬 |
| 絵画 10萬              | チャンス ② 20萬     | ドラフト 10萬    | カラオケ 10萬        |
| 東京 ﾃﾞｨｽﾞﾆｰﾗﾝﾄﾞ 10萬  | うわさの ﾁｬﾝﾈﾙ 10萬 | お正月 映画 30萬 | チャンス ③ 20萬      |

- 最終問題：『50萬・賀正』

Q.漢字で七五三縄と書く、新年に玄関や／神棚に貼って置く縄を何と言うでしょう?
   
賞金は高田のアドリブで50萬に。上岡が「しめなわ」と回答し正解。50万円加算し、140万円を獲得した。

#### 結果
| ブロック (カッコ内は没収係) | チーム | ゲスト挑戦者                        | 予選結果  | 敗者復活戦  | 決勝メンバー                                         | 決勝        |
| --------------------------- | ------ | ----------------------------------- | --------- | ----------- | ---------------------------------------------------- | ----------- |
| 寿 (林家ペー)               | A■     | 関根勤(2) 渡辺美奈代 江川卓         | ￥400,000 | 6           | 寿代表 C■ 山城新伍 酒井和歌子 野沢直子 ￥500,000     | ￥500,000   |
| 寿 (林家ペー)               | B■     | グッチ裕三 森口博子 モト冬樹        | ￥200,000 | 3 ￥200,000 | 寿代表 C■ 山城新伍 酒井和歌子 野沢直子 ￥500,000     | ￥500,000   |
| 寿 (林家ペー)               | C■     | 山城新伍 酒井和歌子 野沢直子        | ￥500,000 | 決勝進出    | 門松代表 D■ 上岡龍太郎 和田アキ子 工藤静香 ￥600,000 | ￥1,400,000 |
| 門松 (しのざき美知)         | D■     | 上岡龍太郎(2) 和田アキ子 工藤静香   | ￥600,000 | 決勝進出    | 門松代表 D■ 上岡龍太郎 和田アキ子 工藤静香 ￥600,000 | ￥1,400,000 |
| 門松 (しのざき美知)         | E■     | 島田紳助(2) 西田ひかる(3) 落合博満  | ￥400,000 | 5 ￥400,000 | 敗者復活 A■ 関根勤 渡辺美奈代 江川卓 ￥500,000       | ￥800,000   |
| 門松 (しのざき美知)         | F■     | 武田鉄矢(3) 榊原郁恵(2) Mr.マリック | ￥300,000 | 3 ￥300,000 | 敗者復活 A■ 関根勤 渡辺美奈代 江川卓 ￥500,000       | ￥800,000   |

### 第5回（1991年4月5日放送）
- 放送時間：金曜19:00 - 20:54（JST。ただし『金テレ星』扱いされず）
- 女性司会者・多岐川裕美 番組進行・寺田理恵子
- 今回は、プロダクション対抗戦。また、チーム数も1年振りに8チームに戻った。

#### 予選
芸能事務所対抗戦。桜ブロック(A-D)・春風ブロック(E-H)

#### 準決勝
- 双方の勝利チームが敗退チームから補強メンバーを1名ずつ追加した上で、6対6の早押しクイズで直接対決。
- 第2回大会同様、予選敗退チーム（の参加者）から出題されるパーソナル早押し問題で直接対決。

#### 決勝
| ｼｬﾎﾞﾝ玉 ﾎﾘﾃﾞｰ | アカデミー 賞 | サンフラン シスコ | アニメ   |
| ブルースリー  | チャンス ①    | 応援団            | テニス   |
| フェンシング  | 西村          | チャンス ②        | ゴルフ   |
| GS            | ベスト セラー | 懐かしの ｱｲﾄﾞﾙ    | 水森亜土 |

- 最終問題：『GS』

Q.GSブームが生んだ2大スターであるジュリーとショーケンが、かつて／結成して話題を呼んだ企画バンドは何でしょう?
   
後半5問は連続正解の末(最終問題挑戦時60万円になった)、最終問題は、榊原が解答権を得て、「PYG」と正解を出し、賞金100万円を獲得した。

| ブロック | チーム | ゲスト挑戦者                       | 予選結果 | 準決勝メンバー                                         | 準決勝 | 決勝                                                               |
| -------- | ------ | ---------------------------------- | -------- | ------------------------------------------------------ | ------ | ------------------------------------------------------------------ |
| 桜       | A■     | 榊原郁恵(3) 伊藤かずえ 吉村明宏(2) | 3        | D■ 竜雷太 汀夏子 三笑亭夢之助 榊原郁恵 関根勤 浜田雅功 | 3      | D■ 竜雷太 汀夏子 三笑亭夢之助 榊原郁恵 関根勤 浜田雅功 100万円獲得 |
| 桜       | B■     | 坂上二郎 奈良富士子 関根勤(3)      | 3        | D■ 竜雷太 汀夏子 三笑亭夢之助 榊原郁恵 関根勤 浜田雅功 | 3      | D■ 竜雷太 汀夏子 三笑亭夢之助 榊原郁恵 関根勤 浜田雅功 100万円獲得 |
| 桜       | C■     | 浜田雅功(3) 間寛平 松本人志(3)     | 1        | D■ 竜雷太 汀夏子 三笑亭夢之助 榊原郁恵 関根勤 浜田雅功 | 3      | D■ 竜雷太 汀夏子 三笑亭夢之助 榊原郁恵 関根勤 浜田雅功 100万円獲得 |
| 桜       | D■     | 竜雷太 汀夏子 三笑亭夢之助         | 3(竜○)   | D■ 竜雷太 汀夏子 三笑亭夢之助 榊原郁恵 関根勤 浜田雅功 | 3      | D■ 竜雷太 汀夏子 三笑亭夢之助 榊原郁恵 関根勤 浜田雅功 100万円獲得 |
| 春風     | E■※    | 堺正章(3) 研ナオコ(2) 吉沢秋絵     | 4        | E■ 堺正章 研ナオコ 吉沢秋絵 ハナ肇 芳本美代子 梅宮辰夫 | 1      | D■ 竜雷太 汀夏子 三笑亭夢之助 榊原郁恵 関根勤 浜田雅功 100万円獲得 |
| 春風     | F■     | ハナ肇 吉田栄作(2) 中山秀征        | 3        | E■ 堺正章 研ナオコ 吉沢秋絵 ハナ肇 芳本美代子 梅宮辰夫 | 1      | D■ 竜雷太 汀夏子 三笑亭夢之助 榊原郁恵 関根勤 浜田雅功 100万円獲得 |
| 春風     | G■     | 角川博 芳本美代子 國實唯理         | 1        | E■ 堺正章 研ナオコ 吉沢秋絵 ハナ肇 芳本美代子 梅宮辰夫 | 1      | D■ 竜雷太 汀夏子 三笑亭夢之助 榊原郁恵 関根勤 浜田雅功 100万円獲得 |
| 春風     | H■     | 梅宮辰夫 荒井乃梨子 高岡健二       | 2        | E■ 堺正章 研ナオコ 吉沢秋絵 ハナ肇 芳本美代子 梅宮辰夫 | 1      | D■ 竜雷太 汀夏子 三笑亭夢之助 榊原郁恵 関根勤 浜田雅功 100万円獲得 |

※キャプテンが、左側の解答席に着席していた。

### 深夜番組対抗（1991年9月27日放送）
- 放送時間：土曜0:45 - 2:15（JST）
- 女性司会者・番組進行・福島弓子
- 番組対抗戦。関東ローカルセールス枠での放送。
- 放送時間が90分と短縮されている為、最多ポイントを挙げた1ブロックチームが、準決勝無しでそのまま決勝進出というルール。

#### 予選
銀杏ブロック(A-D)・紅葉ブロック(E-H)   

#### 決勝
- 最終10問目は、正解すれば一発逆転可能なルール(D 2-0 Hだったが、正解すれば3点入る)を作った。

| チャンス ① | おたく        | 嘘        | 宇宙   |
| アニメ     | 大発明        | 高田 純次 | 東大   |
| 味覚       | チャンス ②    | おまけ    | 名物   |
| 日本一     | チャネ リング | 20歳      | スター |

#### 結果
| ブロック | チーム                             | ゲスト挑戦者                 | 予選結果 | 決勝メンバー                                     | 結果               |
| -------- | ---------------------------------- | ---------------------------- | -------- | ------------------------------------------------ | ------------------ |
| 銀杏     | A■ 御誕生白書                      | 吉村明宏 長峰由紀 氏神一番   | 2        | D■ B級ホラーWARASHI 西尾拓美 佐藤亜里香 時田成美 | 2 準優勝 ￥300,000 |
| 銀杏     | B■ 快体新書                        | 芹沢名人 生稲晃子 相沢かおり | 1        | D■ B級ホラーWARASHI 西尾拓美 佐藤亜里香 時田成美 | 2 準優勝 ￥300,000 |
| 銀杏     | C■ 森脇健児の夢屋珍宝堂            | 森脇健児 沢村亜津佐 竹井輝彦 | 2        | D■ B級ホラーWARASHI 西尾拓美 佐藤亜里香 時田成美 | 2 準優勝 ￥300,000 |
| 銀杏     | D■ B級ホラーWARASHI                | 西尾拓美 佐藤亜里香 時田成美 | 2        | D■ B級ホラーWARASHI 西尾拓美 佐藤亜里香 時田成美 | 2 準優勝 ￥300,000 |
| 紅葉     | E■ 病気バラエティー カルテ七転八倒 | 関根勤 夏目奈美 松下真理     | 2        | H■ 二都物語 長野智子 宝亀克寿 菅原マリア         | 3 優勝 ￥500,000   |
| 紅葉     | F■ PLAY ALONE ひとりで見てネ!      | ルー大柴 鳥越マリ 東城祐司   | 2        | H■ 二都物語 長野智子 宝亀克寿 菅原マリア         | 3 優勝 ￥500,000   |
| 紅葉     | G■ 新し者                          | 藤井尚之 村松利史 松尾スズキ | 3        | H■ 二都物語 長野智子 宝亀克寿 菅原マリア         | 3 優勝 ￥500,000   |
| 紅葉     | H■ 二都物語                        | 長野智子 宝亀克寿 菅原マリア | 3        | H■ 二都物語 長野智子 宝亀克寿 菅原マリア         | 3 優勝 ￥500,000   |

### 第6回(1991年10月4日放送)
- 放送時間：金曜19:00 - 20:54（JST。『金テレ星』扱いされず）
- 女性司会者・かとうかずこ 番組進行・向井亜紀
- 出身地別対抗戦
- 男性2+女性1(Hチームのみ男性1+女性2)の構成。

#### 予選
第1ブロック(A-B)・第2ブロック(C-D)・第3ブロック(E-F)・第4ブロック(G-H)   
- 今回は、出題10問のうち、5問出場者に因んだ問題と2問御当地問題を出題した。

#### 準決勝
- 予選で敗退したチームの参加者から1人を前に出して、自身にまつわる問題が出題される。準決勝に進んだ4チームは、前に出た予選敗者が正解するか否かを○×で予想する。
- 5問先取で決勝進出(同点の場合は、サドンデスにより脱落するまで続行する)。

#### 決勝
| チャンス ① | 青春          | ヒーロー        | 吉本          |
| アニメ     | 指パッチン    | バンド          | マッカ ーサー |
| 宝塚       | チャンス ②    | アイ ドル       | 映画          |
| 競馬       | そのまんま 東 | 阪神 タイガース | ゴルフ        |

- 最終問題：『吉本』

Q.吉本興業のタレントである池乃めだかが、(自称)飛騨の山中に／こもって編み出した、女性を捕まえる必殺技は何でしょう?
   
クイズ王西村が解答権獲得。「蟹ばさみ」と正解を出して、獲得賞金40万円は全額没収。

| ブロック | チーム     | ゲスト挑戦者                      | 予選結果 | 準決勝 | 決勝                                                |
| -------- | ---------- | --------------------------------- | -------- | ------ | --------------------------------------------------- |
| 1ST      | A・東京A■  | 関根勤(4) 田中律子 ルー大柴       | 4        | 6      | E■ 上岡龍太郎 三田寛子 島崎俊郎 関根勤 浜田雅功 0円 |
| 1ST      | B・九州■   | 田代まさし(2) 渡辺典子 高杢禎彦   | 2        | 6      | E■ 上岡龍太郎 三田寛子 島崎俊郎 関根勤 浜田雅功 0円 |
| 2ND      | C・兵庫■   | 浜田雅功(4) 小牧ユカ 松本人志(4)  | 4        | 3      | E■ 上岡龍太郎 三田寛子 島崎俊郎 関根勤 浜田雅功 0円 |
| 2ND      | D・東京B■  | 森田健作 蓮舫 林家こぶ平          | 2        | 3      | E■ 上岡龍太郎 三田寛子 島崎俊郎 関根勤 浜田雅功 0円 |
| 3RD      | E・京都■   | 上岡龍太郎(3) 三田寛子 島崎俊郎   | 3(上岡○) | 7      | E■ 上岡龍太郎 三田寛子 島崎俊郎 関根勤 浜田雅功 0円 |
| 3RD      | F・北海道■ | ポール牧 三笑亭夢之助(2) 岩本恭生 | 3        | 7      | E■ 上岡龍太郎 三田寛子 島崎俊郎 関根勤 浜田雅功 0円 |
| 4TH      | G・東北■   | 吉幾三 岸千恵子 田中義剛          | 4        | 5      | E■ 上岡龍太郎 三田寛子 島崎俊郎 関根勤 浜田雅功 0円 |
| 4TH      | H・広島■   | 東ちづる 風見しんご 相原勇        | 2        | 5      | E■ 上岡龍太郎 三田寛子 島崎俊郎 関根勤 浜田雅功 0円 |

※ダークグレーに配色された要因は、最終問題の敗退によるもの。

### 第7回(1992年1月2日放送)
- 放送時間：木曜18:30 - 20:54（JST。初の2時間越え）
- 女性司会者・多岐川裕美　番組進行・福島弓子(当時TBSアナウンサー)

#### 内容
- 全8チーム(男性2+女性1　5チーム・男性1+女性2　3チーム)の構成。
- 放送時間が150分の為、クイズ王と対戦の前に全員参加の「○×クイズ」を行った。

#### 新春○×クイズ
- 最後まで残った者一人に賞金10万円、その者のいるチームに1点加点。

#### 予選
第1ブロック(A-B)・第2ブロック(C-D)・第3ブロック(E-F)・第4ブロック(G-H)

#### 決勝
| チャンス①    | 復活         | ヒーロー | 初夢      |
| 流行語       | アイドル     | ユーミン | 寅さん    |
| コマーシャル | オリンピック | 一発屋   | チャンス② |
| おしゃれ     | 高田純次     | ゴルフ   | サル      |

- 最終問題：『高田純次』

Q.高田純次が1988年にレコード大賞を獲り損なった大ヒット曲「CHANCE 心ときめいて」で、デュエットしていた／相手とは誰でしょう?

田中義剛が解答権を得て、「兵藤ゆき」と正解を出し、賞金100万円を獲得した。
| ブロック | チーム | ゲスト挑戦者                          | 予選結果 | 準決勝結果 | 決勝                                                   |
| -------- | ------ | ------------------------------------- | -------- | ---------- | ------------------------------------------------------ |
| 1ST      | A      | 栗本慎一郎(2) 山瀬まみ(2) ルー大柴(3) | 3        |            | F 秋野暢子 東幹久 田中義剛 加山雄三 関根勤 100万円獲得 |
| 1ST      | B      | 石田ひかり 加山雄三 西田ひかる(4)     | 5        |            | F 秋野暢子 東幹久 田中義剛 加山雄三 関根勤 100万円獲得 |
| 2ND      | C      | 峰竜太 森川由加里(2) 松村雄基         | 2        |            | F 秋野暢子 東幹久 田中義剛 加山雄三 関根勤 100万円獲得 |
| 2ND      | D      | 笑福亭鶴瓶(2) 田中律子(2) 佐藤和弘    | 3        |            | F 秋野暢子 東幹久 田中義剛 加山雄三 関根勤 100万円獲得 |
| 3RD      | E      | 関根勤(5) 渡辺満里奈(2) 東ちづる(2)   | 3        |            | F 秋野暢子 東幹久 田中義剛 加山雄三 関根勤 100万円獲得 |
| 3RD      | F      | 秋野暢子 田中義剛(2) 東幹久           | 4        | 3          | F 秋野暢子 東幹久 田中義剛 加山雄三 関根勤 100万円獲得 |
| 4TH      | G      | 山城新伍(2) 山咲千里 森脇健児(2)      | 6        | 1          | F 秋野暢子 東幹久 田中義剛 加山雄三 関根勤 100万円獲得 |
| 4TH      | H      | 早坂茂三(2) 柳沢慎吾 野際陽子         | 1        |            | F 秋野暢子 東幹久 田中義剛 加山雄三 関根勤 100万円獲得 |

### 第8回(1992年4月3日放送)
- 放送時間：金曜19:00 - 20:54（JST。『金テレ星』扱いされず）
- 女性司会者・山口美江　番組進行・福島弓子(当時TBSアナウンサー)

#### 内容
- 全8チーム。分野別対抗で解答者が分かれた。
- この回に限り、道蔦→能勢一幸、石野→馬場洋子と、芸能人を阻むクイズ王の一部入れ替えが行われた（道蔦は今回、問題制作を担当）。

#### 予選
桜ブロック(A-D)・春風ブロック(E-H)   

#### 敗者復活戦
- 予選敗退者18名に対して、○×クイズを実施。
- 不正解者・椅子に着席できなかった人は、即失格となる。
- 18→8→4→2と減り、勝ち残れば、準決勝進出。

#### 準決勝
- 第6回大会同様、予選敗退者12名から1人を前に出して、自身にまつわる問題が出題される。準決勝に進んだ4チームは、前に出た予選敗者が正解するか否かを○×で予想する。
- 5問先取で決勝進出

#### 決勝
| ユーミン | ウソ      | NEWS      | バルセロナ |
| 寿司     | チャンス① | 美少女    | 2世        |
| 双子     | ヒーロー  | チャンス② | ギャグ     |
| 花見     | ブランド  | 海外旅行  | 大相撲     |

- 前回に続き、女性キャプテンでのチームが決勝進出。
- 最終問題：『ギャグ』

Q.最近では(『北野ファンクラブ』内で)、ビートたけしさんも言う「ビックリしたなぁ、もう」。／このギャグは元々誰が使っていたでしょう？
   
クイズ王の西村が解答権を獲得。「三波伸介さん」と正解し、賞金40万円は全額没収。
| ブロック | チーム                | ゲスト挑戦者                                   | 予選結果   | 準決勝進出                                                | 準決勝 | 決勝進出メンバー                                   |
| -------- | --------------------- | ---------------------------------------------- | ---------- | --------------------------------------------------------- | ------ | -------------------------------------------------- |
| 桜       | グルメ■               | 芳村真理 村野武憲 榊原郁恵(4)                  | 2          | グルメ■ 芳村真理 村野武憲 榊原郁恵                        | 2      | 演歌■ 小林幸子 新沼謙治 瀬川瑛子 宝田明 関根勤 ￥0 |
| 桜       | 若手お笑い■           | 林家こぶ平(2) ちはる ジミー大西                | 3          | グルメ■ 芳村真理 村野武憲 榊原郁恵                        | 2      | 演歌■ 小林幸子 新沼謙治 瀬川瑛子 宝田明 関根勤 ￥0 |
| 桜       | ｲﾝﾀｰﾅｼｮﾅﾙ■            | ケント・ギルバート マリアン オスマン・サンコン | 3(ケント○) | ｲﾝﾀｰﾅｼｮﾅﾙ■ ケント・ギルバート マリアン オスマン・サンコン | 3      | 演歌■ 小林幸子 新沼謙治 瀬川瑛子 宝田明 関根勤 ￥0 |
| 桜       | 演歌■                 | 小林幸子 新沼謙治 瀬川瑛子                     | 3          | ｲﾝﾀｰﾅｼｮﾅﾙ■ ケント・ギルバート マリアン オスマン・サンコン | 3      | 演歌■ 小林幸子 新沼謙治 瀬川瑛子 宝田明 関根勤 ￥0 |
| 春風     | バラエティー■         | グッチ裕三(2) 松本明子 関根勤(6)               | 3          | 演歌■ 小林幸子 新沼謙治 瀬川瑛子                          | 5      | 演歌■ 小林幸子 新沼謙治 瀬川瑛子 宝田明 関根勤 ￥0 |
| 春風     | おたく■               | 宅八郎 西村知美 泉麻人                         | 2          | 演歌■ 小林幸子 新沼謙治 瀬川瑛子                          | 5      | 演歌■ 小林幸子 新沼謙治 瀬川瑛子 宝田明 関根勤 ￥0 |
| 春風     | Mr.ダンディー■        | 宝田明 志茂田景樹 ドクター中松                 | 3          | 俺たちルーキーコップ■ 仲村トオル 森川由加里 萩原聖人      | 3      | 演歌■ 小林幸子 新沼謙治 瀬川瑛子 宝田明 関根勤 ￥0 |
| 春風     | 俺たちルーキーコップ■ | 仲村トオル 森川由加里(3) 萩原聖人              | 3(萩原○)   | 俺たちルーキーコップ■ 仲村トオル 森川由加里 萩原聖人      | 3      | 演歌■ 小林幸子 新沼謙治 瀬川瑛子 宝田明 関根勤 ￥0 |

※ダークグレーに配色された要因は、敗退によるもの。

※また、「予選」の氏名部分がホワイトに配色された部分は敗者復活したチーム。

### 第9回（事実上の最終回）（1993年1月2日放送）
- 放送時間：土曜18:30 - 20:54（JST）
- 女性司会者・中村あずさ 番組進行・渡辺真理（当時TBSアナウンサー）
- サブ司会者・松宮一彦、山田雅人、鈴木杏樹

#### 内容
- 固定の3人1組数チームからキャプテンのみの個人戦となり、総得点の多いキャプテンが決勝進出し、決勝の補強メンバーはキャプテンから4人指名した。
- 予選は各ジャンルのペーパーテストと別スタジオで行われるクイズの得点の合計で順位を決め、コンピュータースロットで高田のストップで決めた各キャプテンが項目を定めて決めた。主に「得点最上位2人」・「得点中間2人」・「得点最下位2人」・「キャプテン指名」・「会場指名」・「高田純次指名」の6つあった。これは、1回でも予選会場に取り残す解答者がいない様になっている。

#### 決勝
- 決勝進出者は140点の山城新伍。補強メンバーに栗本慎一郎・松尾貴史・山口美江・上岡龍太郎。
- 最終問題：『Jリーグ』

Q.プロ野球の最高権威者といえば〝コミッショナー〟ですが、サッカーの／Jリーグでは何と言うでしょう?
この問題は、山城チームの栗本が得て「チェアマン」と答え、15問中5問で「ラストチャンス正解」で200万円獲得となった。

## スタッフ
- 企画・構成：沢口義明（構成は第4回、企画のみは第9回）
- 構成：清水義裕、船木妹子、西川晋、上下真三、鶴芳郎、せきおさむ、清水聖太郎
- 問題作成：神山明久、藤原拓也（藤原→第2,4回）、岩瀬公治（岩瀬→第3,4回）、ファースター／大木一美
- 技術協力：ニューテレス（第2回）、ティ・ピー・ブレーン（第3,4回）、ACT（現・テクノマックス）
- TP：浅丘昭一（第3回）、油谷真一（第4回）
- TD・SW：岩沢忠夫（第2回、TDのみ）、島本健司（第3回、SWのみ）、菅原一夫（第4回、SWのみ）
- CAM：高田治（第2 - 4回）
- VE：田畑司（第2回）、斉藤雄一（第3回）、青田保夫（第4回）
- 音声：篠良一（第2,3回）、高橋弘彰（第4回）
- 照明：藤井輝夫（プログレッソ、第2 - 4回）
- 美術協力：ウッドオフィス（第3回）、NHKアート（第4回）
- 美術制作：間際広伸（第2回）、杉村幸彦（第3回）、長田高侍（第4回）
- デザイン：岡田道哉（第2,4回）、広田徳広(廣田徳弘)（第3回）
- 美術進行：平川泰光、長田高侍（2人共第2回）、横山勇（第3回）、高坂澄恵（第4回）
- 装置・大道具：林田潤（第2回、装置のみ）、判田浩（第3回、大道具のみ）、竹内利之、中村保二、神山清二（3人共第4回、装置のみ）
- 装飾：津留啓亮（第2回）
- 電飾：岩城一康（第3回）、佐藤隆浩（第4回）
- 音効：佐藤僖純（佳夢音、第2 - 4回）
- TK：山沢啓子（第2回）
- 編集：小原雅之（アンサーズ、第2 - 4回）
- MA：山下博文（アンサーズ、第2,4回）、高橋亮一（アンサーズ、第3回）
- 番組宣伝：相馬日出海（TBS、第4回）
- スチール：池永一之（TBS、第4回）
- 制作スタッフ（第2回）→ディレクター（第3回以降）：松田導泰、鈴木幸也（鈴木→第2回のみ）、石水浩、根津伸行（2人共第3回）、上野隆之、小西寛、飯山直樹、櫛山照美
- 演出：工藤浩之
- プロデューサー：金田武信、渡辺万由美（共にTHE WORKS）、井上博、田代秀樹（TBS）
- 製作：THE WORKS、TBS